# HMIS Jumna (U21)
Le HMIS Jumna est un sloop, de la classe Black Swan, servant dans la Royal Indian Navy (RIN) qui participa aux opérations navales pendant la seconde Guerre mondiale.
Après la partition des Indes en 1948, il est en service dans la Indian Navy (marine indienne) en tant que INS Jamuna.

## Construction et conception
Le Jumna est commandé le 8 septembre 1939 dans le cadre de programmation de 1939 pour le chantier naval de William Denny and Brothers à Dumbarton en Ecosse. La pose de la quille est effectuée le 20 février 1940, le Jumna est lancé le 16 novembre 1940 et mis en service le 13 mai 1941 .
La classe Black Swan était une version allongée des sloops antérieurs de la classe Egret. L'armement principal se composait de six canons antiaériens QF 4 pouces Mk XVI dans trois tourelles jumelles, avec la quatrième tourelle de 4 pouces de la classe Egret supprimée pour permettre l'ajout d'un quadruple canons 2 livres pom-pom antiaérien de courte portée. L'armement anti-sous-marin se composait de lanceurs de charges de profondeur avec 40 charges de profondeur transportées,.

## Historique
Avec la Seconde Guerre mondiale en cours, le Jumna est immédiatement déployé comme escorte de convoi. Le Jumna sert d'escorte antiaérienne pendant la campagne de la mer de Java au début de 1942, et est impliqué dans une action antiaérienne intensive contre les bombardiers japonais bimoteurs et les bombardiers en piqué, déclarant cinq avions abattus du 24 au 28 février 1942:
Chef Artificier Artisan, Peter Cajetan Mascarenhas a reçu la Médaille du service distingué pour sa part dans la défense du convoi contre l'avion japonais qui l'a attaqué dans le détroit de la Sonde. La citation dans la London Gazette a déclaré qu'il avait effectué des réparations d'armes à feu pendant la plongée - Attentats à la bombe et mitrailleuses, et avait fait preuve d'un grand dévouement au devoir. Le Matelot de 1re classe Khan Mohammed, qui a fait preuve de compétence et d'initiative pour engager les Japonais avec un pistolet Oerlikon, a également reçu la Médaille du service distingué. , RINVR, a été décoré de la Croix du service distingué et six des qualifications de Jumna ont été mentionnées dans Despatches, ayant montré "un dévouement au devoir lors d'attaques intensives et continues de bombardements en piqué".
Début janvier 1945, il est déployé avec le HMIS Narbada pour soutenir le débarquement de la 74e brigade indienne de l'armée indienne britannique sur la péninsule d'Akyab, dans le cadre de l'opération Lightning. Le Jumna et le Narbada engagent des batteries japonaises sur la rivière Kaladan près de Ponnagyun. Après avoir embarqué des troupes, elle rejoint la Task Force 64 dirigée par le HMS Phoebe pour le soutien de débarquement de la 3e Brigade commando britannique entre Akyab et Ramree avec le destroyer HMS Napieret le HMIS Narbada.